# Giờ Đông Phi
|  | UTC-01:00 | Giờ Cabo Verde (Đảo của Cabo Verde nằm ở phía Tây của Châu Phi.)     |
|  | UTC±00:00 | Giờ Tây Âu · Giờ Quốc tế                                             |
|  | UTC+01:00 | Giờ chuẩn Trung Âu · Giờ Tây Phi · Giờ mùa hè Tây Âu.                |
|  | UTC+02:00 | Giờ Trung Phi · Giờ Đông Âu · Giờ chuẩn Nam Phi · Giờ mùa hè Tây Phi |
|  | UTC+03:00 | Giờ Đông Phi                                                         |
|  | UTC+04:00 | Giờ Mauritius · Giờ Seychelles                                       |

Giờ Đông Phi, hoặc EAT, là một múi giờ được sử dụng ở phía Đông Châu Phi. Vùng có múi giờ đi trước UTC 3 giờ (UTC+3), giống như Giờ chuẩn Arabia, và Giờ mùa hè Đông Âu.
Múi giờ này nằm chủ yếu ở khu vực xích đạo, không thay đổi đáng kể chiều dài ngày trong năm, vì vậy Quy ước giờ mùa hè không xảy ra.
Giờ Đông Phi bao gồm các quốc gia:
- Comoros
- Djibouti
- Eritrea
- Ethiopia
- Kenya
- Madagascar
- Somalia
- Nam Sudan
- Sudan
- Tanzania
- Uganda